# Norbert Zieling

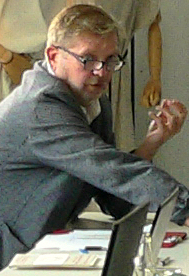
Norbert Zieling, 2018

Norbert Zieling (* 1956) ist ein deutscher Provinzialrömischer Archäologe. Er war Leiter der Abteilung Bodendenkmalpflege und stellvertretender Dienststellenleiter im LVR-Archäologischen Park Xanten (APX).

## Werdegang
Zieling studierte 1975 bis 1985 Ur- und Frühgeschichte, klassische Archäologie und Anthropologie an der Ruhr-Universität Bochum, wo er 1985 mit einer umfangreichen Arbeit zu germanischen Schilden der Spätlatène- und der römischen Kaiserzeit im freien Germanien promovierte.
Zwischen 1985 und 1987 war er Ausgrabungsleiter am Museum für Kunst und Kulturgeschichte in Dortmund.
Seit 1988 war er als Leiter der Bodendenkmalpflege des APX für die archäologischen Forschungen in der Colonia Ulpia Traiana und ihres antiken Hafens verantwortlich. Seit 2021 hat Armin Becker diese Position inne.

## Veröffentlichungen
- Studien zu germanischen Schilden der Spätlatène- und der römischen Kaiserzeit im freien Germanien (= British Archaeological Reports. Band 505). British Archaeological Reports, Oxford 1989, ISBN 0-86054-646-2.
- Die großen Thermen der Colonia Ulpia Traiana. Die öffentliche Badeanlage der römischen Stadt bei Xanten (= Führer des Regionalmuseums Xanten. Nummer 19). Rheinland-Verlag, Köln 1999, ISBN 3-7927-1761-1.
- als Herausgeber mit Gundolf Precht: Genese, Struktur und Entwicklung römischer Städte im 1. Jahrhundert n. Chr. in Nieder- und Obergermanien. Kolloquium vom 17. bis 19. Februar 1998 im Regionalmuseum Xanten (= Xantener Berichte. Band 9). Philipp von Zabern, Mainz 2000, ISBN 978-3-8053-2752-7.
- mit Martin Müller und Bernhard Rudnick: Colonia Ulpia Traiana, Xanten. Die geophysikalischen Untersuchungen mit GPR der Jahre 2006 bis 2023 (= Xantener Berichte. Band 47). Nünnerich-Asmus, Oppenheim 2024, ISBN 978-3-96176-305-4.